# Saint-Germain-sur-Moine
Saint-Germain-sur-Moine là một xã thuộc tỉnh Maine-et-Loire trong vùng Pays de la Loire phía tây nước Pháp. Xã này nằm ở khu vực có độ cao trung bình 75 mét trên mực nước biển.

## Kết nghĩa
- Lampeter, Wales